# Hladomor

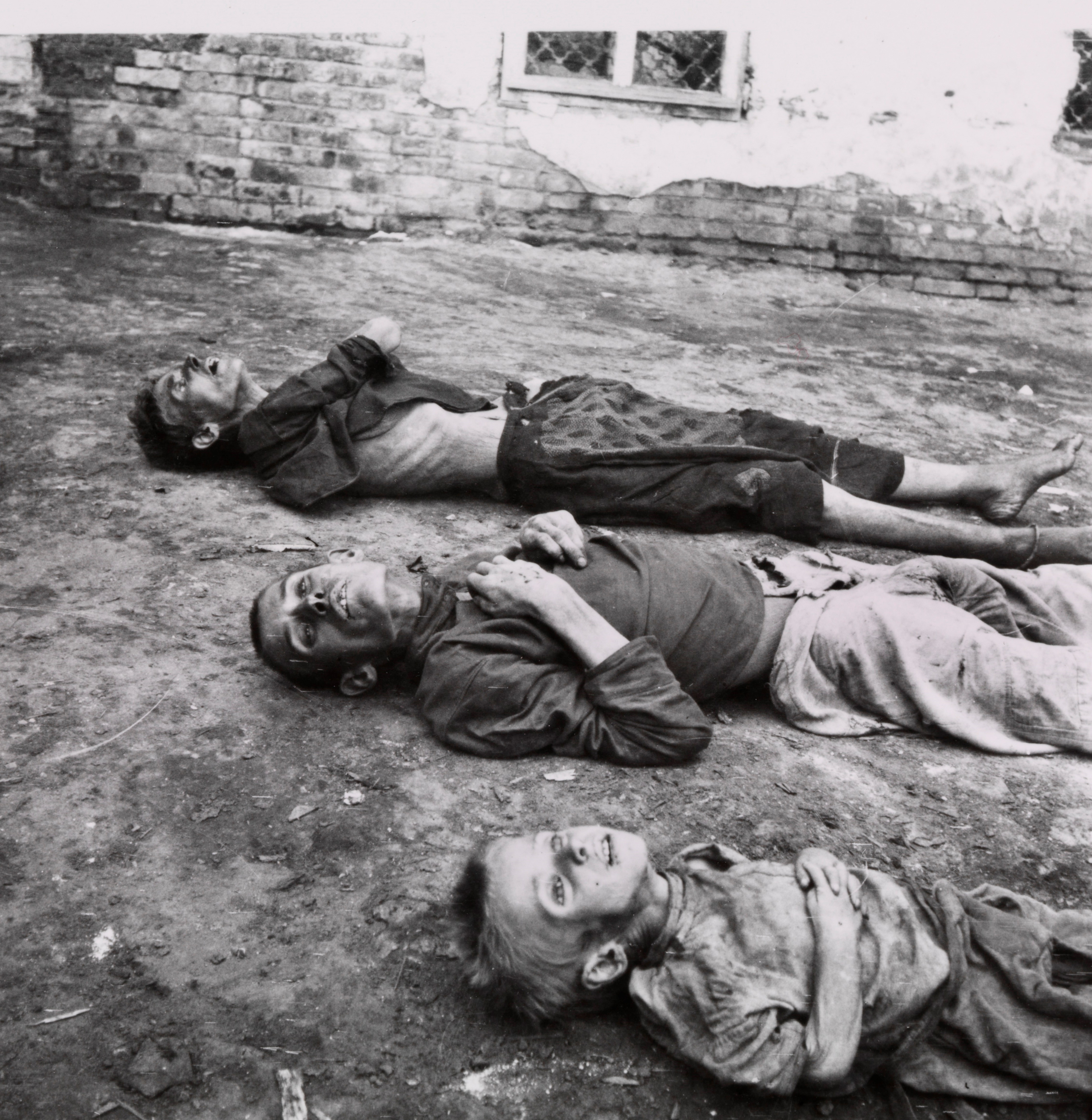
Hladomor v Rusku na podzim 1921

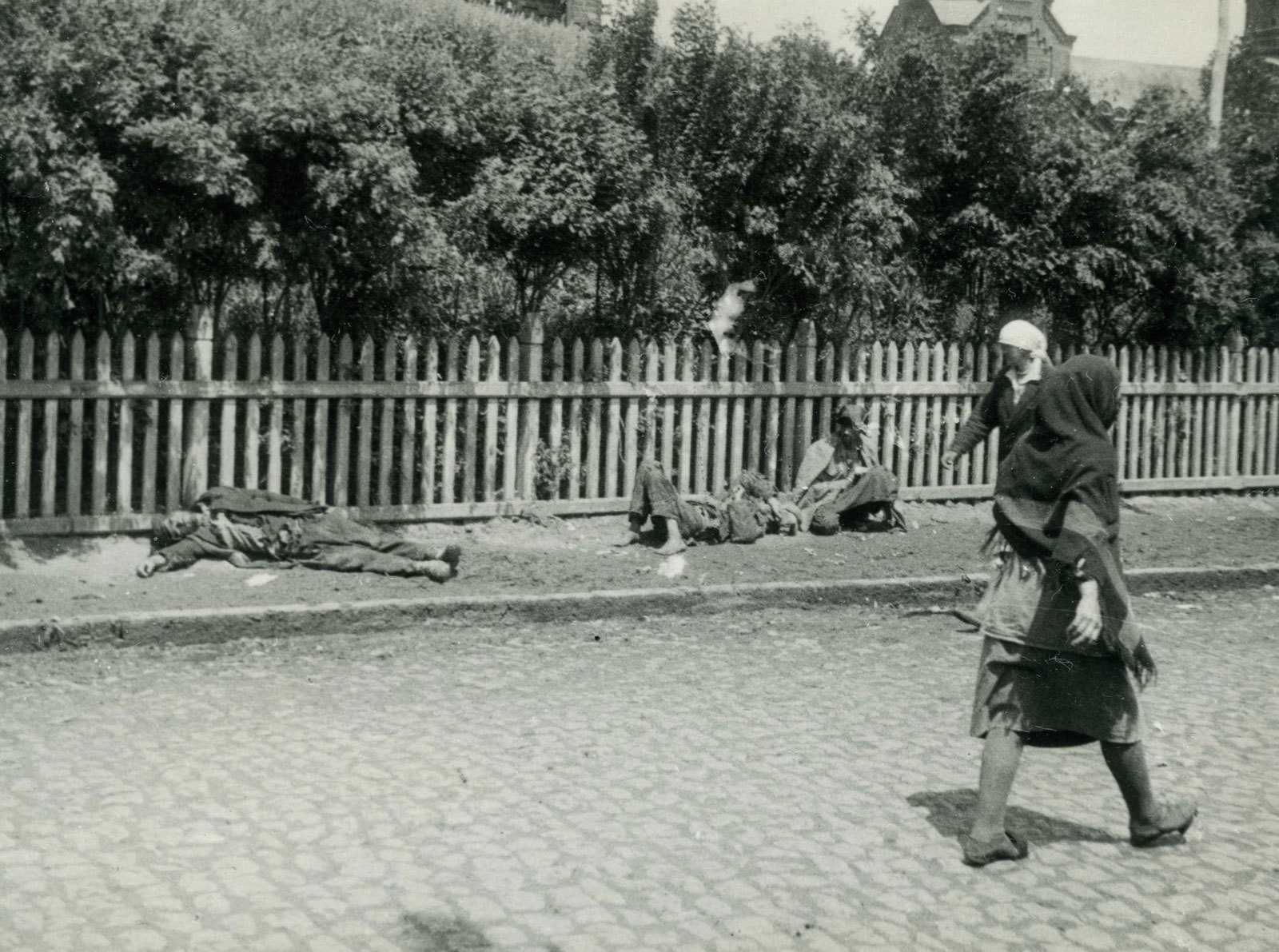
Strádající obyvatelstvo na Ukrajině během Holodomoru v letech 1932-33

Hladomor je označení pro hromadné vymírání obyvatelstva na určitém území v důsledku dlouhodobého hladovění. Lidé masově umírají nejen podvýživou, ale jsou také mnohem více náchylní různým chorobám.
Hladomor podle definice Organizace spojených národů nastává, pokud dva dospělí nebo čtyři děti z deseti tisíc lidí umírají každý den kvůli nedostatku jídla a 30 % dětí trpí podvýživou.
Příčinou hladomorů jsou většinou velké opakující se neúrody v důsledku přírodních katastrof (sucho, živelní pohroma, infekční onemocnění klíčových plodin). Například hladomory ze sucha v Sahelu nebo velký hladomor v Irsku v letech 1845–1849, který nastal poté, co plísňové a virové choroby zničily celou úrodu brambor. K hladomoru v Irsku přispěla také politika britské vlády. Další příčinou hladomoru může být úmyslné vyvolání – nejdrastičtějším případem je hladomor, který Stalinova vláda uměle vyvolala během násilné kolektivizace ve 30. letech na Ukrajině, v Kazachstánu a dalších oblastech SSSR, během něhož zahynuly milióny lidí. Úmyslné využívání hladovění civilních osob je podle moderního mezinárodního trestního práva válečným zločinem, zločinem proti lidskosti a aktem genocidy.
Hladomor rovněž bývá průvodním jevem válek. Mnoho lidí zemřelo hlady při německém obležení Leningradu. Hladomor v Bengálsku, při kterém zahynuly až tři miliony lidí, vyvolala v roce 1943 japonská okupace Barmy a válečná politika britského premiéra Churchilla.
Za panování Marie Terezie vypukl po kritické neúrodě v letech 1770–1772 hladomor v českých zemích. Zemřela více než desetina obyvatel Čech a Moravy (přes 250 000 lidí). V celé Rakouské monarchii zemřelo v těchto letech hlady kolem miliónu lidí.[zdroj?]
Ve stejném období je hladomor dokumentován také na území dnešního Saska, kdy během zimy 1771–1772 ve městě Johanngeorgenstadt v důsledku hladomoru zahynulo kolem 650 lidí.
Hladomory z neúrody bývaly běžným jevem ve středověku, kdy zemědělství produkovalo jen malé výnosy. Středověkou Anglii zasáhl hladomor společně s morem celkem 95krát, Francie byla ve středověku postižena hladomory 75krát. V Číně bylo mezi lety 108 př. n. l. a 1911 napočítáno celkem 1828 hladomorů, tj. téměř jeden hladomor ročně[zdroj?]. V letech 1876–1879 zemřelo během hladomoru v severní Číně 12 milionů lidí. Nejhorší hladomor postihl Čínu v letech 1958–1961, kdy následkem politiky Mao Ce-tunga zemřelo hlady nejméně 30 milionů lidí.
Ke konci 20. století a na počátku 21. století se hladomory díky světovému přebytku potravin a snadnému transportu staly poměrně neobvyklou záležitostí. Přesto ale hladomory zabíjejí více dětí než války a katastrofy dohromady. Za posledních 30 let se všechny hladomory odehrály v Africe, například v Súdánu nebo Etiopii, s výjimkou hladomoru v Severní Koreji v roce 1996 a hladomoru v Jemenu, který zapříčinila saúdská vojenská intervence a v letech 2015–2018 si vyžádal životy více než 85 000 jemenských dětí. Od roku 2023 v důsledku izraelské blokády dochází v Pásmu Gazy k hladovění, z důvodu zavedení blokády vydal Mezinárodní trestní soud zatykače na izraelské představitele mimo jiné z podezření z válečného zločinu využívání hladovění civilních osob jako způsob vedení boje.

## Hladomor v Čechách

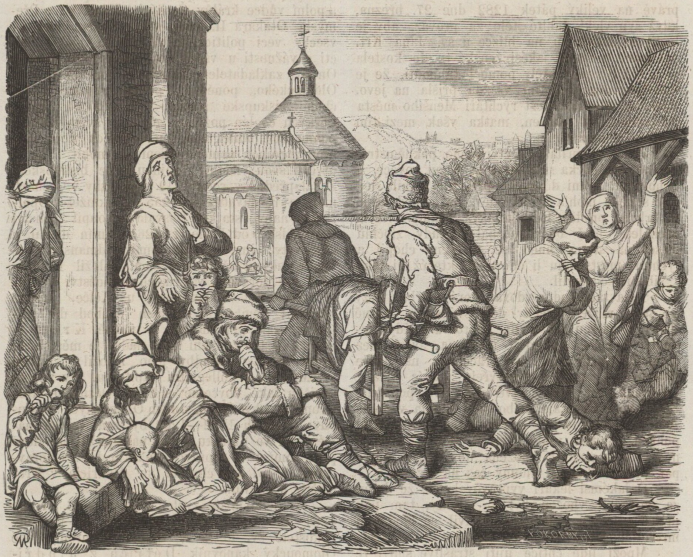
Výjevy z hrůzného hladu a moru v Praze v letech 1281 a 1282 (Česko-moravská kronika, 1862)

V letech 1281 a 1282, v době bezvládí po smrti Přemysla Otakara II, postihl Čechy hladomor, při kterém i dříve majetní řemeslníci museli žebrat od domu k domu, lidé umírali po tisících a byli pohřbíváni v masových hrobech. Petr Žitavský píše ve Zbraslavské kronice, že jenom v Praze bylo vykopáno osm hromadných hrobů, každý hluboký dva a půl metru: „Jeden u svatého Petra, do něhož bylo uloženo dva tisíce těl, u kostela svatého Lazara dvě jámy, u kostela svatého Jana dva hroby, ve Psářích dva hroby, u kostele svatého Jana v Oboře jedna jáma. Všechny ty hroby byly zaplněny lidskými těly během šesti měsíců... Chudým byl odpírán vstup do domů ve městě pražském a nebyli přijímáni ani na nocleh pro páchání krádeží, neboť stalo se, že přijati na nocleh zabili hospodáře a zabili jeho rodinu a pobravše lepší věci, odešli. A tak líhali v noci na ulicích a náměstích, zalézajíce jako prasata pro nahotu těla a tuhost mrazu do hnoje, který se vyhazoval z koníren na ulici. Bylť čas zimní a trvalé, velmi tuhé mrazy, a jestliže se v čase letním umíralo jen hladem, zdvojnásobilo se také neštěstí v čase zimním...”